# Hedysarum xizangensis
Hedysarum xizangensis là một loài thực vật có hoa trong họ Đậu. Loài này được C.C.Ni miêu tả khoa học đầu tiên.